# Cinquième réforme de l’État belge

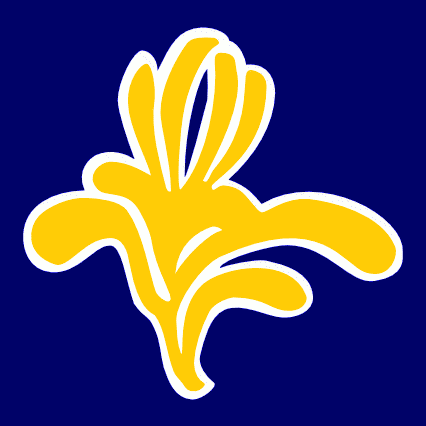
La cinquième réforme de l'État réorganise, entre autres, les institutions bruxelloises.

La cinquième réforme de l'État belge est le cinquième volet d'une série de réformes de l’État lancées en Belgique à la fin des années 1960, avec, pour toile de fond, la naissance du fédéralisme belge pour tenter d’apporter une solution aux tensions communautaires dans le Royaume, entrainant la fin de l'état-nation unitaire et la transition vers un état fédéral.
Ce cinquième opus entre en vigueur entre l'année 2000 et 2002 lors du mandat du Gouvernement Verhofstadt I et transfère de nouvelles compétences aux entités fédérées, réorganise leur financement et réforme les institutions bruxelloises.

## Contexte
Après la quatrième réforme de l'État belge, certains politiciens, particulièrement francophones estimaient que le processus de réforme de l'État était achevé. Mais, du côté néerlandophone, une majorité souhaitait continuer des réformes en faveur de plus d'autonomie pour la Flandre. En 1999, le Parlement flamand adopte cinq résolutions définissant les grandes orientations d'une nouvelle réforme de l'État.

## Contenu

### Communautés
Les « accords de Lambermont » prévoient un certain nombre de mesures relatives au financement des Communautés, notamment afin de refinancer la Communauté française en difficulté budgétaire. 

### Régions

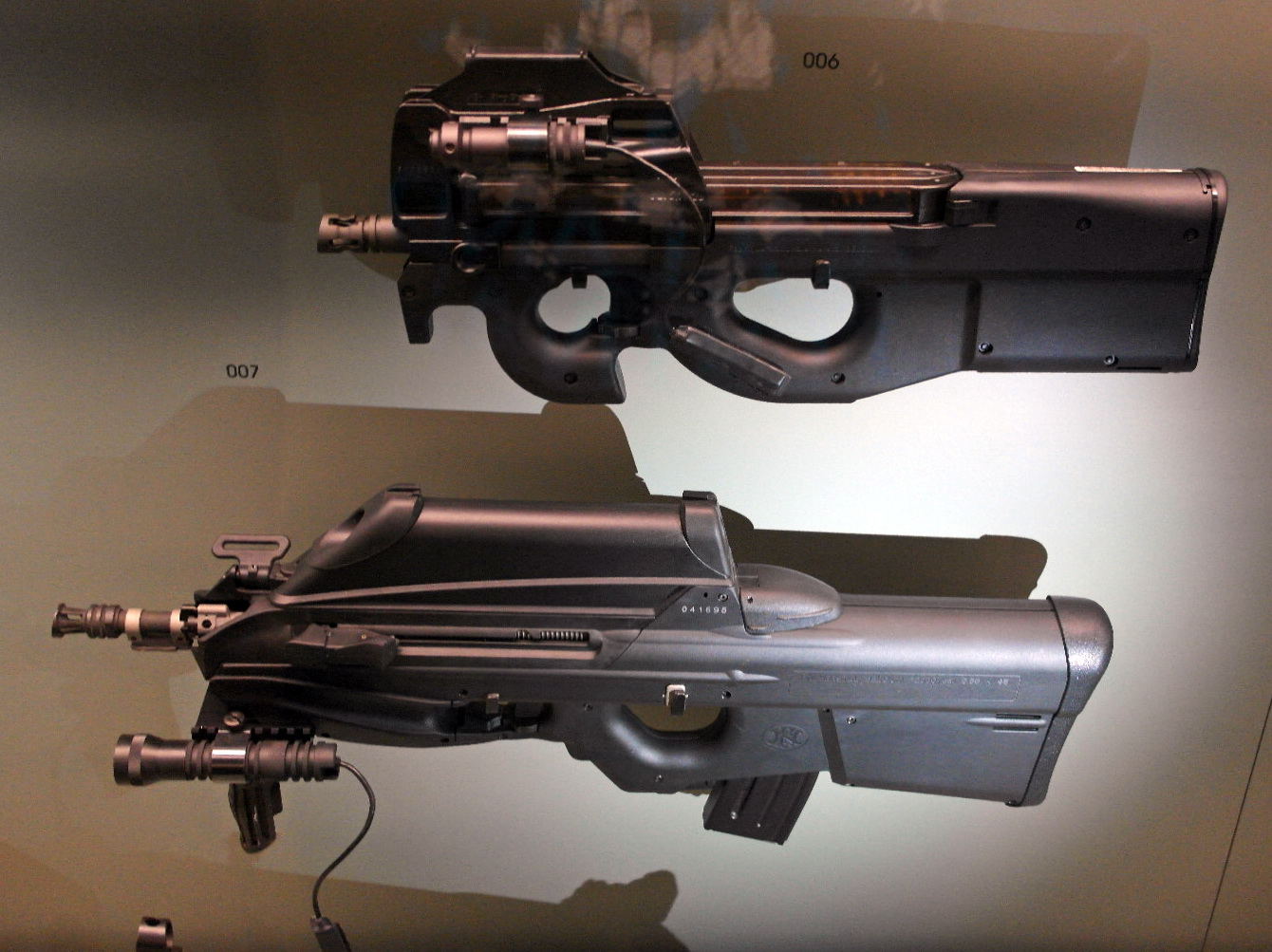
C'est lors de la 5e réforme de l’État, que les compétences en matière d'importation et l'exportation d'armes passent du fédéral aux régions, dès 2003. (Ici, un pistolet-mitrailleur FN P90 (en haut) et le fusil d'assaut FN F2000 (en bas) de la FN Herstal.)

Les « accords de Lambermont », sont conclus en ce sens le 16 octobre 2000 et organisent, dès le 23 janvier 2001 le transfert aux régions de nouvelles compétences en matière d'agriculture, de pêche en mer, de commerce extérieur et de pouvoirs locaux : la loi communale et la loi provinciale passent très largement sous la compétence des régions.
En conséquence, le secteur de l'industrie de l'armement en Belgique est chamboulé car l'exportation ou l’importation d'armes devient, dès 2003, une compétence régionale et non plus fédérale. Des tensions étaient en effet apparues à la fin de la guerre du Golfe lorsque des politiciens flamands s’étaient indignés de l’exportation massive d’armes de guerre belges vers des États du Moyen-Orient et s’étaient opposés au renouvellement des licences d’exportation d’armes de trois entreprises wallonnes. Cela fut pris comme une provocation par certains politiciens wallons et des discussions commencèrent afin de modifier les termes de la loi du 11 septembre 1962 qui servait à cette époque de base à la réglementation du commerce des armes.
La coopération au développement (pour les compétences régionales et communautaires), le contrôle des dépenses électorales lors de l'élection du Parlement et le financement additionnel des partis politiques ont été transférés aux Communautés et Régions. 
Une extension des compétences fiscales des Régions ainsi qu'une dotation supplémentaire des autorités fédérales aux Commissions communautaires française et flamande est également mise en place.

### Institutions bruxelloises
L'accord du Lombard, conclu le 29 avril 2001, modifie l'organisation et le fonctionnement des institutions bruxelloises. Les Bruxellois néerlandophones sont désormais mieux représentés au sein du Conseil de la Région de Bruxelles-Capitale, dont le nombre de membres est porté à 89, répartis de manière fixe à raison de 17 pour le groupe linguistique néerlandais et de 72 pour le groupe linguistique français. La répartition des sièges s'effectue désormais séparément entre les listes néerlandophones et francophones. Parallèlement, l'accord organise également l'élection directe des 6 membres bruxellois du Conseil flamand.
Dans la foulée de cette réforme, en 2002, les circonscriptions électorales pour les élections fédérales sont redessinées : elles correspondent désormais aux limites provinciales, à l'exception notable de la circonscription électorale bilingue de Bruxelles-Hal-Vilvorde.

## Caractéristiques
La cinquième réforme de l'État est la seule qui ne se concrétise pas par une réforme de la Constitution mais seulement par l'adoption de lois spéciales :
- La loi spéciale du 13 juillet 2001 portant transfert de diverses compétences aux Régions et Communautés[4].
- La loi spéciale du 13 juillet 2001 portant refinancement des Communautés et extension des compétences fiscales des Régions.